# (10072) Uruguay
(10072) Uruguay (nombre provisional 1989 GF1), es un asteroide descubierto por Eric Walter Elst el 3 de abril de 1989, desde el Observatorio de La Silla perteneciente al Observatorio Europeo Austral, ubicado en Chile. Pertenece al cinturón principal de asteroides, que se encuentran orbitando entre Marte y Júpiter. Su nombre hace referencia al  país del mismo nombre, según decisión del Comité de Designación de Cuerpos Menores de la Unión Astronómica Internacional.